# 沃熱加河
60°32′49″N 39°10′20″E / 60.54694°N 39.17222°E

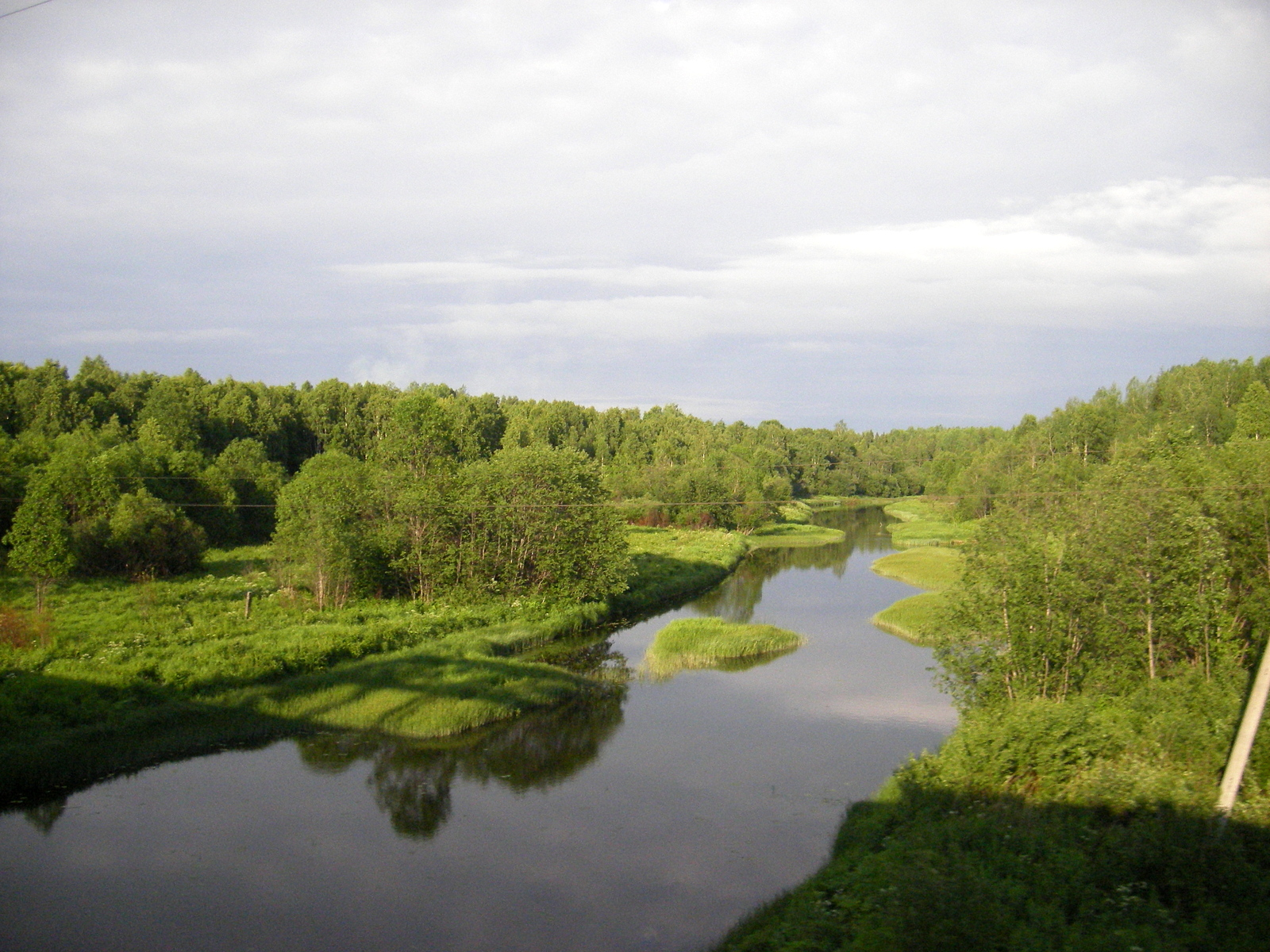
沃熱加河流域的景象

沃熱加河（俄语：Вожега），是俄羅斯的河流，位於該國西北部沃洛格達州，流經沃熱加區，最終注入沃熱湖，河道全長140公里，流域面積1,980平方公里。